# Elbeuf-en-Bray
Pour les articles homonymes, voir Elbeuf (homonymie) et Bray.
Elbeuf-en-Bray est une commune française située dans le département de la Seine-Maritime en région Normandie.

## Géographie

### Localisation
La commune est située dans le pays de Bray.
Elle se trouve dans l'aire d'attraction de Gournay-en-Bray ainsi que dans son bassin de vie, et dans la zone d'emploi de Beauvais.

### Communes limitrophes
Les communes limitrophes sont  Avesnes-en-Bray, Beauvoir-en-Lyons, Brémontier-Merval, Cuy-Saint-Fiacre et Gournay-en-Bray.
| Brémontier-Merval |                | Cuy-Saint-Fiacre |
|                   | Elbeuf-en-Bray | Gournay-en-Bray  |
| Beauvoir-en-Lyons |                | Avesnes-en-Bray  |

### Géologie et relief
La superficie de la commune est de 10,65 km2 ; son altitude varie de 98  à   220 mètres. 

### Hydrographie
La commune est située dans le bassin Seine-Normandie. Elle est drainée par la Morette, le fossé 01 de la commune d'Elbeuf-en-Bray, le fossé 02 de la commune de Cuy-Saint-Fiacre et le ruisseau du Mont Louvet,,.
La Morette, d'une longueur de 10 km, prend sa source dans la commune  et se jette  dans l'Epteen limite des communes d'Ferrières-en-Bray et de Gournay-en-Bray, après avoir traversé quatre communes. 
Un plan d'eau complète le réseau hydrographique : le plan d'eau des Morues (1,8 ha),.

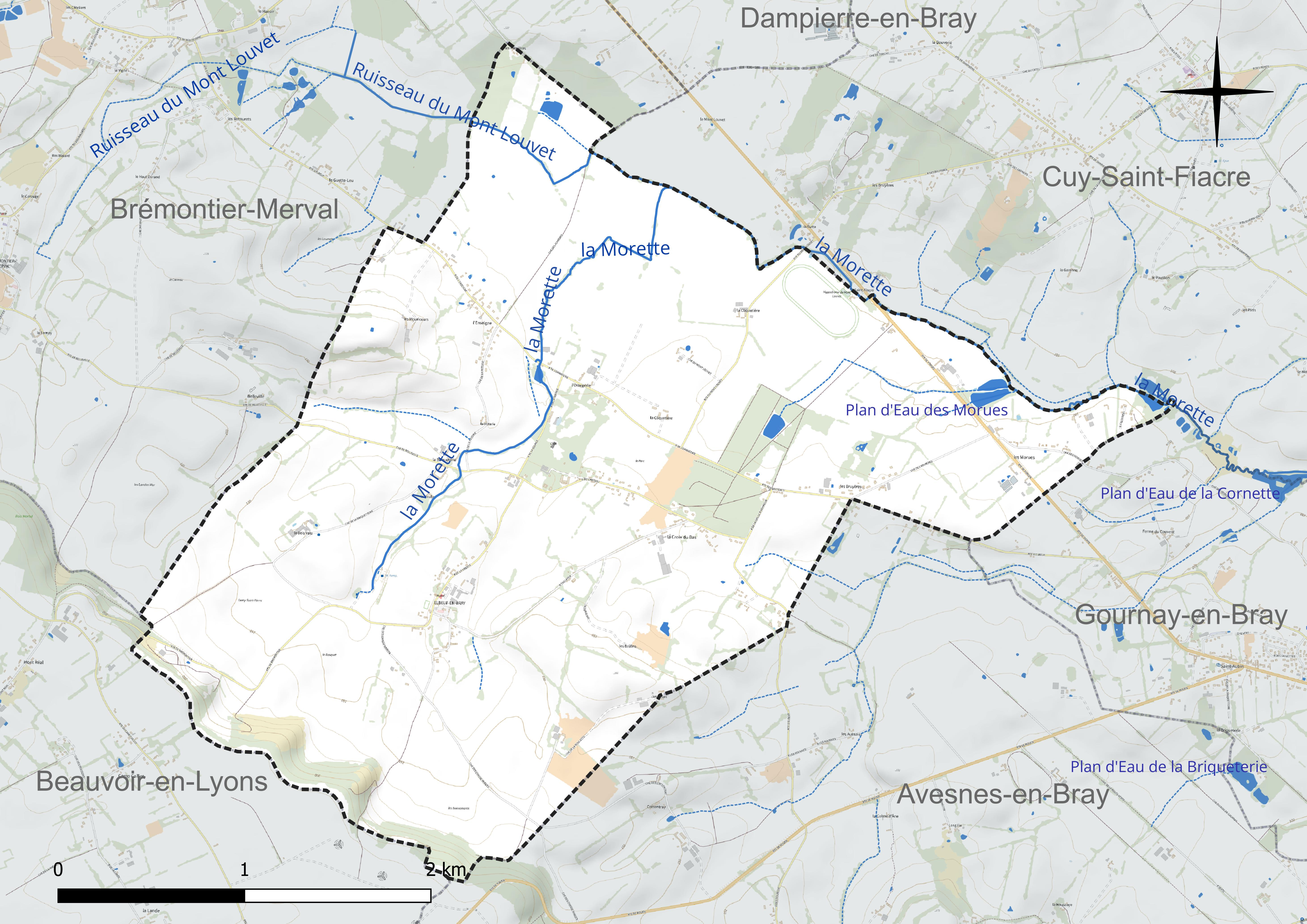
Réseau hydrographique d'Elbeuf-en-Bray.

### Climat
Pour des articles plus généraux, voir Climat de la Normandie et Climat de la Seine-Maritime.
En 2010, le climat de la commune est de type climat océanique dégradé des plaines du Centre et du Nord, selon une étude du CNRS s'appuyant sur une série de données couvrant la période 1971-2000. En 2020, Météo-France publie une typologie des climats de la France métropolitaine dans laquelle la commune est exposée à un climat océanique et est dans la région climatique Côtes de la Manche orientale, caractérisée par un faible ensoleillement (1 550 h/an) ; forte humidité de l’air (plus de 20 h/jour avec humidité relative > 80 % en hiver), vents forts fréquents. Parallèlement le GIEC normand, un groupe régional d’experts sur le climat, différencie quant à lui, dans une étude de 2020, trois grands types de climats pour la région Normandie, nuancés à une échelle plus fine par les facteurs géographiques locaux. La commune est, selon ce zonage, exposée à un « climat contrasté des collines », correspondant au Pays de Bray, bien arrosé et frais.
Pour la période 1971-2000, la température annuelle moyenne est de 10,2 °C, avec une amplitude thermique annuelle de 14 °C. Le cumul annuel moyen de précipitations est de 814 mm, avec 12,7 jours de précipitations en janvier et 8,4 jours en juillet. Pour la période 1991-2020, la température moyenne annuelle observée sur la station météorologique la plus proche, située sur la commune de Forges-les-Eaux à 16 km à vol d'oiseau, est de 10,7 °C et le cumul annuel moyen de précipitations est de 860,1 mm,. Pour l'avenir, les paramètres climatiques de la commune estimés pour 2050 selon différents scénarios d’émission de gaz à effet de serre sont consultables sur un site dédié publié par Météo-France en novembre 2022.

## Urbanisme

### Typologie
Au 1er janvier 2024, Elbeuf-en-Bray est catégorisée commune rurale à habitat dispersé, selon la nouvelle grille communale de densité à sept niveaux définie par l'Insee en 2022.
Elle est située hors unité urbaine. Par ailleurs la commune fait partie de l'aire d'attraction de Gournay-en-Bray, dont elle est une commune de la couronne,. Cette aire, qui regroupe 21 communes, est catégorisée dans les aires de moins de 50 000 habitants,.

### Occupation des sols

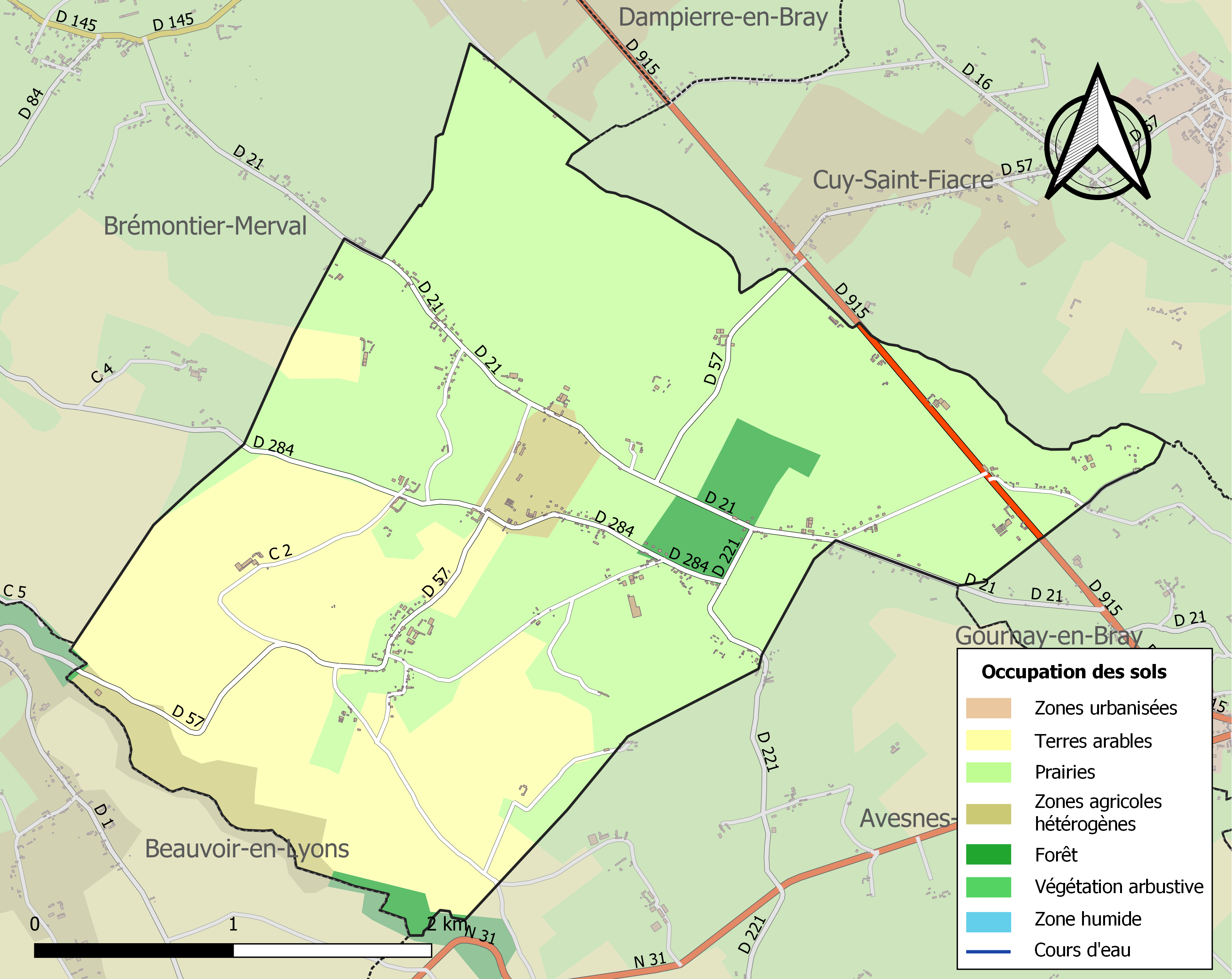
Carte des infrastructures et de l'occupation des sols de la commune en 2018 (CLC).

L'occupation des sols de la commune, telle qu'elle ressort de la base de données européenne d’occupation biophysique des sols Corine Land Cover (CLC), est marquée par l'importance des territoires agricoles (96,3 % en 2018), une proportion identique à celle de 1990 (96,3 %). 
La répartition détaillée en 2018 est la suivante : prairies (62,2 %), terres arables (28,6 %), zones agricoles hétérogènes (5,6 %), forêts (3,7 %). 
L'évolution de l’occupation des sols de la commune et de ses infrastructures peut être observée sur les différentes représentations cartographiques du territoire : la carte de Cassini (XVIIIe siècle), la carte d'état-major (1820-1866) et les cartes ou photos aériennes de l'IGN pour la période actuelle (1950 à aujourd'hui).

### Habitat et logement
En 2021, le nombre total de logements dans la commune était de 196, alors qu'il était de 201 en 2016 et de 178 en 2011. 
Parmi ces logements, 89,3 % étaient des résidences principales, 7,1 % des résidences secondaires et 3,6 % des logements vacants. Ces logements étaient pour 98,3 % d'entre eux des maisons individuelles et pour 1,7 % des appartements. 
Le tableau ci-dessous présente la typologie des logements à Elbeuf-en-Bray en 2021 en comparaison avec celle de la Seine-Maritime et de la France entière. Une caractéristique marquante du parc de logements est ainsi une proportion de résidences secondaires et logements occasionnels (7,1 %) supérieure à celle du département (4,1 %) mais inférieure à celle de la France entière (9,7 %). 
| Typologie                                               | Elbeuf-en-Bray | Seine-Maritime | France entière |
| ------------------------------------------------------- | -------------- | -------------- | -------------- |
| Résidences principales (en %)                           | 89,3           | 88             | 82,2           |
| Résidences secondaires et logements occasionnels (en %) | 7,1            | 4,1            | 9,7            |
| Logements vacants (en %)                                | 3,6            | 7,9            | 8,1            |

## Toponymie
Le nom de la localité est attesté sous la forme Wellebof en 1046 et 1048.
Il s'agit d'un type toponymique médiéval fréquent en Haute-Normandie, où l'on trouve aussi deux autres communes portant ce nom : Elbeuf (Wellebou à la fin du Xe siècle) et Elbeuf-sur-Andelle (Wellebotum en 1218).
Le premier élément représente l'ancien scandinave vella ou son correspondant anglo-saxon wella « fontaine, source, cours d'eau ».
Le second élément -beuf est issu de l'ancien scandinave (cf. vieux danois) both « campement, baraquement », « cabane, baraque », danois bod, anglais booth, d'origine scandinave). En Normandie, il a généralement pris la forme -beuf ou -bot et est souvent noté -b(u)oth ou -bod dans les attestations les plus anciennes, exemple : Daubeuf-la-Campagne (Eure, Dalbuoth en 1011). François de Beaurepaire donne à both le sens de « village ».
Le sens global est donc celui de « cabane au bord du cours d'eau » ou « village au bord du cours d'eau ». Au bord d'un petit affluent de l'Epte.
Le pays de Bray est une région naturelle de France du Nord-Ouest de la France à cheval sur les départements de Seine-Maritime et de l'Oise.

## Histoire

### Antiquité
Une présence humaine ancienne sur ce territoire est attestée car on a  découvert en 1831 une hache en silex, de l'époque gauloise entre Elbeuf-en-Bray et Brémontier.
Des groupements d'habitations existent à Elbeuf-en-Bray lors de la conquête des Gaules par Jules César, tout comme à Alges, à Gournay-en-Bray, à Saint-Clair-sur-Epte, à Ferrières, à Dampierre-en-Bray, à Avesnes-en-Bray, à Neuf-Marché...

### Moyen Âge
Les nombreuses sources qui se jettent dans le ruisseau La Morette permettaient, en 1200, de faire tourner trois moulins[réf. nécessaire].

## Politique et administration

### Rattachements administratifs et électoraux

#### Rattachements administratifs
La commune se trouve depuis 1926 dans l'arrondissement de Dieppe du département de la Seine-Maritime.  
Elle faisait partie depuis 1793 du canton de Gournay-en-Bray. Dans le cadre du redécoupage cantonal de 2014 en France, cette circonscription administrative territoriale a disparu, et le canton n'est plus qu'une circonscription électorale.

#### Rattachements électoraux
Pour les élections départementales, la commune fait partie d'un nouveau du canton de Gournay-en-Bray porté de 16 à 67 communes.
Pour l'élection des députés, elle fait partie de la deuxième circonscription de la Seine-Maritime.

### Intercommunalité
Elbeuf-en-Bray était membre de la communauté de communes du Bray-Normand, un établissement public de coopération intercommunale (EPCI) à fiscalité propre créé fin 2001 et auquel la commune avait transféré un certain nombre de ses compétences, dans les conditions déterminées par le code général des collectivités territoriales.
Dans le cadre des dispositions de la loi portant nouvelle organisation territoriale de la République du 7 août 2015, qui prévoit que les établissements publics de coopération intercommunale (EPCI) à fiscalité propre doivent avoir un minimum de 15 000 habitants, cette intercommunalité a fusionné avec ses voisines pour former, le 1er janvier 2017, la communauté de communes des Quatre Rivières, dont est désormais membre la commune.

### Liste des maires
| Période                                  | Période                    | Identité                 | Étiquette   | Qualité                         |
| ---------------------------------------- | -------------------------- | ------------------------ | ----------- | ------------------------------- |
| Les données manquantes sont à compléter. |                            |                          |             |                                 |
| 1789                                     | novembre 1791              | Jean Etienne Letailleur  |             | Laboureur                       |
| novembre 1791                            | 09/1792                    | Jean-Baptiste Belhomme   |             |                                 |
| septembre 1792                           | décembre 1792              | Nicolas de Cuy           |             |                                 |
| mars 1832                                | mai 1838                   | Louis Joachim Hardivillé |             |                                 |
| juin 1838                                | juillet 1859               | Achille De Laporte       |             |                                 |
| août 1860                                | mars 1861                  | Eugène Renault           |             |                                 |
| mars 1861                                | août 1865                  | Pierre Denis Thibaut     |             |                                 |
|                                          |                            |                          |             |                                 |
| juin 1888                                | 1932                       | Jules Gervais            | Républicain | Député puis sénateur            |
|                                          |                            | Daniel Albert            |             |                                 |
| avant 1959                               |                            | Eugène Bance             |             |                                 |
| 1965                                     | 1969                       | Roland Haudiquert        |             |                                 |
|                                          |                            | Patrice Vermander        |             |                                 |
|                                          |                            | Pierre Boquet            |             |                                 |
|                                          |                            |                          |             |                                 |
| juin 1995                                | mars 2001                  | René Bance               |             | Exploitant agricole et comédien |
| mars 2001                                | 7 juillet 2011             | Guy Bance                |             | Agriculteur Décédé en fonction  |
| septembre 2011                           | mars 2014                  | Jacky Guichot            |             |                                 |
| mars 2014                                | mai 2020                   | Robert Langlois          |             | Retraité                        |
| mai 2020,                                | En cours (au 10 août 2020) | Gérard Fleury            |             | Boucher à la retraite           |

## Équipements et services publics
La commune dispose d'une salle des fêtes, rénovée en 2019,  et qui était l'ancien foyer rural, construit en 1959.

### Eau et déchets
L'adduction en eau potable est assurée par le Syndicat d’eau Bray Sud (SAEPA) grâce à un captage situé sur la commune et qui alimente notamment Gournay-en-Bray.

### Enseignement
La commune d'Elbeuf-en-Bray disposait d'une école de 1983 à 2021.

## Population et société

### Démographie
L'évolution du nombre d'habitants est connue à travers les recensements de la population effectués dans la commune depuis 1793. Pour les communes de moins de 10 000 habitants, une enquête de recensement portant sur toute la population est réalisée tous les cinq ans, les populations de référence des années intermédiaires étant quant à elles estimées par interpolation ou extrapolation. Pour la commune, le premier recensement exhaustif entrant dans le cadre du nouveau dispositif a été réalisé en 2008.

En 2022, la commune comptait 393 habitants, en évolution de −5,98 % par rapport à 2016 (Seine-Maritime : +0,35 %, France hors Mayotte : +2,11 %).
| 1793 | 1800 | 1806 | 1821 | 1831 | 1836 | 1841 | 1846 | 1851 |
| ---- | ---- | ---- | ---- | ---- | ---- | ---- | ---- | ---- |
| 538  | 442  | 445  | 436  | 456  | 462  | 449  | 466  | 495  |

| 1856 | 1861 | 1866 | 1872 | 1876 | 1881 | 1886 | 1891 | 1896 |
| ---- | ---- | ---- | ---- | ---- | ---- | ---- | ---- | ---- |
| 435  | 433  | 421  | 414  | 387  | 409  | 406  | 423  | 390  |

| 1901 | 1906 | 1911 | 1921 | 1926 | 1931 | 1936 | 1946 | 1954 |
| ---- | ---- | ---- | ---- | ---- | ---- | ---- | ---- | ---- |
| 375  | 375  | 383  | 319  | 324  | 358  | 341  | 358  | 365  |

| 1962 | 1968 | 1975 | 1982 | 1990 | 1999 | 2006 | 2008 | 2013 |
| ---- | ---- | ---- | ---- | ---- | ---- | ---- | ---- | ---- |
| 313  | 277  | 240  | 259  | 314  | 359  | 386  | 394  | 415  |

| 2018 | 2022 | - | - | - | - | - | - | - |
| ---- | ---- | - | - | - | - | - | - | - |
| 412  | 393  | - | - | - | - | - | - | - |

### Vie associative
La troupe de théâtre elbeuvienne (T.T.E.) est installée à Elbeuf-en-Bray

## Culture locale et patrimoine

### Lieux et monuments
On peut citer : 
- l'église paroissiale Saint-Pierre-et-Saint-Paul ;
- le château de Charles Gervais, construit sur les fondations d'un château du XVIe siècle, en cours de restauration pour y aménager des chambres d'hôtes[34], entouré d'un parc de 4 ha[35] ;
- une chapelle (la Route-de-Forges).

### Personnalités liées à la commune
- La famille de Grouchy.
- Jules Gervais (1851-1933), député de 1889 à 1898, sénateur de 1900 à 1909, conseiller général de 1889 à 1931.
- Un certain Richard de Gaulle (ou de Waulle), que, dans ses travaux généalogiques, Julien-Philippe de Gaulle (grand-père du général et ancien président Charles de Gaulle) supposait être le premier du nom de Gaulle, tenait le fief d'Elbeuf-en-Bray en 1210[36].